# Ibrány
Ibrány  este un oraș în districtul Ibrány, județul Szabolcs-Szatmár-Bereg, Ungaria, având o populație de 7.034 de locuitori (2011). 

## Demografie
Componența etnică a orașului Ibrány
     Maghiari (85,75%)
     Romi (13,13%)
     Necunoscut (0,25%)
     Alții (0,87%)
Componența confesională a orașului Ibrány
     Reformați (40,63%)
     Romano-catolici (17,44%)
     Fără religie (10,02%)
     Greco-catolici (3,95%)
     Necunoscută (27,04%)
     Alte religii (5%)
Conform recensământului din 2011, orașul Ibrány avea 7.034 de locuitori. Din punct de vedere etnic, majoritatea locuitorilor (85,75%) erau maghiari, cu o minoritate de romi (13,13%). Apartenența etnică nu este cunoscută în cazul a 0,25% din locuitori. Nu există o religie majoritară, locuitorii fiind reformați (40,63%), romano-catolici (17,44%), persoane fără religie (10,02%) și greco-catolici (3,95%). Pentru 27,04% din locuitori nu este cunoscută apartenența confesională.